# Gabriel Hugelmann
(Jean Marie o Juan María) Gabriel Hugelmann (7 de julio de 1828-30 de julio de 1889). Fue un periodista, poeta y dramaturgo francés exiliado en España.

## Biografía
Participó en la Revolución de 1848 con apenas diecinueve años, donde tuvo sus primeros problemas con la autoridad política. Se pasó la mida del 48 a la mitad del 51 del siglo XIX preso cuando le mandaron a Argelia y allí se fugó. Huyó a España en 1851, se casó con una actriz en Madrid y fundó y dirigió el periódico Journal de Madrid (1855-1856) y la Revue Espagnole et Portugaise (1857), que después cambió su nombre a Revue Espagnole, Portugaise, Brésilienne et Hispano-américaine. Lamartiniano, profuso y ameno versificador, se entregó a empresas editoriales y pagó, al trío formado por Julio Nombela, Luis García Luna y Gustavo Adolfo Bécquer, para que le redactaran biografías de diputados. Activo partidario de Napoleón III, un duelo que sostuvo en defensa de la emperatriz Eugenia de Montijo le abrió de nuevo las puertas de su país y fundó en París la Revue des Races Latines; después se instaló en Burdeos y dirigió el Journal de Bourdeaux y El Enano Amarillo. Desde la revolución de 1870 y la Comuna de París (1871), cuando defendió la actuación de Thiers, su vida es una continua sucesión de escándalos, condenas, estafas, bancarrotas y pasos por el tribunal de orden público. Fundó el periódico bonapartista La Situation en Londres, y posteriormente en París L'Etat. Tradujo al francés en 1857 El desengaño en un sueño del Duque de Rivas. Su hijo del mismo nombre, con quien no hay que confundirlo, Gabriel Hugelmann, fue historiador y dramaturgo en español y francés, y fundó en París en 1884 la Caja Francesa de Crédito y dos periódicos económicos parisinos, Nouvelles de París y Circulaire Financière.

## Obras

### En español
- Españolas; poesías dedicadas á la patria de Calderon y de Cervantes. Trad. al Español por M. A. C[omes] y G. A. L[arrosa] (con un prefacio de Víctor Balaguer), Barcelona: Ramírez, 1852.
- Historia de Aragon, Cataluña, Valencia e Islas Baleares: introducción dedicada a la Real Academia de la Historia Madrid: Imprenta de Julian Peña, 1854.

### En francés

#### Lírica
- Espagnoles; poésies. Barcelona, I. Estivill, 1853.
- Premières Espagnoles, poésies Madrid: impr. de J. Peña, 1855.
- Les Tyrtéennes, Paris: Alphonse Lemerre éditeur, 1872, 2 vols., poemas políticos.

#### Teatro
- Karl-Sand, drama en 5 actos, 1850
- La Fille du roi D. Jacques, drama en tres actos y cinco cuadros, Teatro popular de Barcelona, 1853
- Le Fils de l'aveugle, drama en 5 actos y un prólogo, Paris, Théâtre de l'Ambigu-Comique, 21 avril 1857
- La Moresque, drama en 5 actos y 9 cuadros, además de un prólogo, música de M. Artus, Paris, Théâtre de la Porte Saint-Martin, 22 de julio de 1858
- Cri-Cri, cuento de hadas en 3 actos y 32 cuadros, con Pauline Tys, Hippolyte Borssat y Ernest Fanfernot, Paris, Théâtre impérial du Cirque, 15 de agosto de 1859
- Émélia Galotti, gran ópera en 4 actos y 8 cuadros, con Gustave Oppelt, de la Emilia Galotti de Lessing, 1862
- Les Vins de Bordeaux, pieza en 5 actos, Bordeaux, Théâtre-Français, septiembre 1863

La pieza pone en escena, personificadas como alegorías, al vino Château Margaux, al Château Latour, al Château Lafite y al Château d'Yquem rodeados de diversos personajes ubuescos como Pingradoubouldour, Croquignoli, Cornuchon, Phosphorillon, unos toneleros y unas grisettes, la musa del Estuario de la Gironda y los habitantes de la Isla Dorada.
- Boccanegra, drama en verso, 1863
- Le Nouveau Cid, drama en 5 actos y en verso, Paris, Théâtre du Vaudeville, 31 de agosto de 1866

#### Varios
- L'Espagne et ses derniers événements, 1856
- La IV.e Race, Paris: Dentu, 1863, 2 vols. Texto en línea 1 2
- De la Caisse générale des chemins de fer : l'œuvre de M. Mirès, 1868
- Les Dernières heures d'un empire, par le général M[anuel] R[amírez] de Arellano, consideraciones y traducción al francés por G. Hugelmann, 1869 (texto que relata una visión de la caída del emperador Maximiliano de México por uno de sus generales)
- Le Salut, c'est la dynastie, 1870
- Les Écuries d'Augias, 1889.